# Rinascimento americano
Il Rinascimento americano è un'espressione coniata dal critico letterario Francis Otto Matthiessen, che fa riferimento al movimento del trascendentalismo e al più generale movimento letterario e culturale fiorito intorno a esso alla vigilia della seconda rivoluzione industriale. I principali rappresentanti del Rinascimento americano sono Ralph Waldo Emerson, Walt Whitman e Henry David Thoreau.

## Contesto

Il New England, patria del Rinascimento americano

La guerra di secessione americana porta a termine, sebbene in maniera piuttosto disordinata, quella fase della cultura americana che nel 1941 verrà definita da Francis Otto Matthiessen come Rinascimento americano. Il termine si ispira a un movimento tipicamente europeo perché vede in questa «rinascita» d'oltreoceano un parallelo con il risveglio culturale del Cinquecento e induce a sperare che sia proprio l'America a incarnare una nuova Atene o una seconda Firenze. La «Renaissance» del New England, definita anche «età aurea», è un movimento intellettuale che si estenderà poi anche alla generazione successiva e che sta a indicare l'esistenza di un impulso collettivo collegato al fiorire di una letteratura originariamente americana.
Una città tra tutte, Boston, con i suoi club, diventa il centro dominante di questo fermento culturale. Il nuovo risveglio, secondo Matthiessen, è da attribuire a un piccolo gruppo di persone che più o meno si conoscevano tutte tra loro e che frequentavano gli stessi austeri ambienti bostoniani. Questi orizzonti ristretti nel New England sono comunque posti in continuo confronto verso dimensioni universali e trascendenti e costituiscono, secondo Claudio Gorlier, non solo un vero e proprio universo domestico,  ma anche la premessa per quella straordinaria fioritura di grandi opere romantiche, tutte radicate in un piccolo fazzoletto di terra e in un periodo temporalmente limitato. Nell'aria di Boston avvertiamo una sensazione primaverile, un gioioso senso di risveglio, una creazione spontanea, un inconsapevole orgoglio, che trovano espressione nella fondazione di istituti di carattere intellettuale, umanitario e artistico.
Nell'epoca in cui viene edificata la nazione, si respira un'intensità di intenti e ideali in quanto gli artisti del New England che sono insegnanti ed educatori, provano un profondo e intenso legame di riconoscenza per la giovane repubblica che i loro padri hanno creato. Essi possono essere considerati i nuovi vati della libertà in quanto, come dice David Herbert Lawrence, citato da Van Wyck Brooks in The Flowering of New England:  «Gli uomini sono liberi quando vivono in una patria, non quando vagabondano e si allontanano. Gli uomini sono liberi quando obbediscono a una profonda voce interiore di fede religiosa. Gli uomini sono liberi quando appartengono ad una viva, organica, comunità credente, attiva nel perseguire scopi incompiuti, forse non realizzati».
«L'io è un altro, ma anche l'altro è un io: gli altri sono dei soggetti come io lo sono e che solo il mio particolare punto di vista separa e distingue realmente da me». Non è facile «vivere la differenza nell'uguaglianza», ma essi provano a elaborare le premesse di una società democratica attraverso una letteratura nazionale che, pur nella ricerca di una identità di riferimento valida per tutti, riesca al contempo a esprimere i vari colori e le infinite particolarità di cui è composta.

## La narrativa delLocal Color
In questo contesto così poliedrico si afferma la narrativa del Local Color che fiorisce proprio nell'ultima parte dell'Ottocento e si propone di dar conto e voce alle diverse anime geografiche, etniche, linguistiche di un'America che sta cambiando radicalmente a causa del forte impatto industriale, tecnologico e finanziario. Essa nasce dal grande bisogno di un ritorno alle origini, alle realtà locali che sembrano destinate a scomparire sotto la minaccia della modernizzazione incombente, dell'immigrazione di massa, della standardizzazione progressiva dei modi di vita e dei costumi. È una letteratura che, nell'incessante ricerca della realtà, accoglie in modo dialettico tutte le sue sfaccettature, cercando di amarle e descriverle come i mille volti di un'unica identità. Questa stessa tensione tra unità e poliedricità, però, rimane a volte irrisolta e viene vissuta come insolubile, in quanto a una cultura veramente nazionale si oppone una conoscenza legata alle regioni geografiche, alle diversità sociali, psicologiche e linguistiche, in cui la nazione americana continua ad essere frammentata anche dopo la guerra civile.
Dalle zone di frontiera (dove per frontiera si intende una serie sparsa di avamposti lungo la linea nord-sud ed est-ovest) giungeva quell'umorismo sui generis definito da James Russell Lowell come l'«umorismo della frontiera» che, attraverso il grande serbatoio della tradizione americana fatta di leggende, barzellette, diari di viaggio, dei tall tales, formatasi durante la conquista dell'Ovest, rielabora una serie di personaggi stereotipati, di topoi, che affondano le loro radici nella tradizione classica, ma nello stesso tempo non sono privi di quei tratti poetici e fantasiosi che li rendono veramente originali. Tra essi sono frequenti il trickster (burlone), il cracker-barrel philosopher (filosofastro di campagna), il country bumpkin (villano), il villain (cattivo), il fool (pazzo), la damsel in distress (fanciulla in pericolo che attende di essere salvata). Questo genere si pone in alternativa dialettica alla letteratura «colta» dell'Est e si esprime attraverso il dialetto, attingendo a quel patrimonio linguistico, vernacular, che è il polo centrale intorno a cui ruotano tutte le varietà regionali. L'umorismo di frontiera, come già sottolineato, nelle forme del Local Color appare come un mosaico che esalta tutta la realtà presente e passata delle varie aree geografiche e socio-culturali. Ma non è soltanto questo.
Il Local Color è strettamente legato anche alla profonda nostalgia per un passato recente in cui si palesa chiaramente la sofferenza per i mondi perduti: l'irruenza di un mondo tecnologico spaventa e, come spesso accade, l'uomo si piega su se stesso e torna a recuperare il desiderio di una realtà semplice e domestica, fatta di attenzione per le piccole cose, per la vita di ogni giorno, per la riscoperta di valori vecchi e nuovi. Nella letteratura localistica si può inoltre riscontrare una doppia influenza, romantica e realistica, in quanto gli autori frequentemente muovono da eventi e luoghi particolari e ordinari collegati alla loro realtà per procedere poi verso orizzonti lontani e scenari esotici, conservando però, alla base, una fedeltà e un'accuratezza veramente minuziosa nelle descrizioni. Il realismo di cui si parla, non fa altro che riprendere un ideale esposto nel 1837 da Ralph Waldo Emerson in The American Scholar, in cui dice: «Abbraccio il comune, esploro il familiare e il basso e siedo ai loro piedi».